# Bill Lambton
William Ernest "Bill" Lambton, född 2 december 1914 i Nottingham, England, död 16 september 1976 i Nottingham, var en engelsk professionell fotbollsspelare och manager. Han spelade som målvakt totalt tre matcher för Doncaster Rovers under sin karriär som spelare, han tillhörde även Nottingham Forest och Exeter City men utan att spela några ligamatcher. Efter spelarkarriären fortsatte han fem år som manager med början 1958 i Leeds United, därefter endast tre dagar i Scunthorpe United i april 1959, innan han avslutade i Chester 1963. Hans tre dagar som manager i Scunthorpe är rekord för engelska ligan som den kortaste manageruppdraget någonsin.